# Schwimmmeister

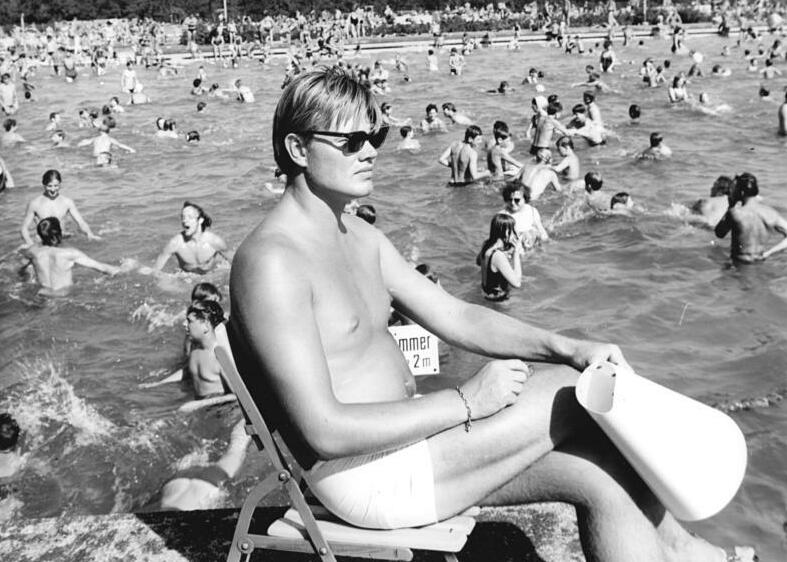
Schwimmmeister im Freibad Berlin-Pankow

Schwimmmeister, umgangssprachlich auch Bademeister genannt, ist ein veralteter Meistertitel für Mitarbeiter im Schwimmbad. In der Schweiz nennt man ihn Badmeister. Sie überwachen den gesamten Badebetrieb. Hierzu gehören Sicherheit, Ordnung und Sauberkeit im Bad, die Führung des Schwimmbadpersonals, die Überwachung der Wasserqualität, die Wartung der Wasseraufbereitungsanlagen, die Steuerung der Betriebsabläufe, die Ausbildung und Prüfung von Schwimmern (Schwimmabzeichen) und in vielen Bädern auch die Verantwortung für die Finanzen.

## Deutschland
Die heute in Deutschland offizielle Berufsbezeichnung lautet Geprüfte/r Meister/in für Bäderbetriebe (so darf sich nennen, wer die Meisterausbildung abgeschlossen hat oder staatlich geprüfter Schwimmmeister war und eine Zusatzprüfung abgelegt hat). Bis 1998 lautete die Berufsbezeichnung Staatlich geprüfter Schwimmeister. Die Ausbildung zum Fachangestellten oder Meister für Bäderbetriebe gibt es in dieser Art nur in Deutschland. Sie ist je nach Bundesland verschieden. In Bayern ist zum Beispiel die Bayerische Verwaltungsschule, in Sachsen die Landesschwimmmeisterschule Freistaat Sachsen e. V. und in Baden-Württemberg die gewerbliche Berufsfachschule Heinrich-Lanz-Schule in Mannheim zuständig.
Geprüfte Meister für Bäderbetriebe werden von Fachangestellten für Bäderbetriebe (früher: Schwimmmeistergehilfe) unterstützt. Der Fachangestellte kann ein Frei- oder Hallenbad leiten, für die Betriebsführung von mehr als einem Badebetrieb wird allerdings ein geprüfter Meister vorausgesetzt. Ein Meister darf auch ausbilden (die Berechtigung wird bei der Weiterbildung zum Meister erworben) und fachpraktischen Unterricht an den Berufsschulen lehren. Hier wird die fachliche Kompetenz im Verwaltungsbereich erweitert und gestärkt. Rettungsschwimmer unterstützen den Schwimmmeister bei seiner gemeinhin bekanntesten Aufgabe: die Beobachtung des Badegeschehens und die Hilfeleistung für Badegäste nach Badeunfällen. 
Schwimmmeister besitzen Schwimm- und Rettungsschwimmabzeichen, jedoch ist der Beruf mit seiner Abschlussprüfung noch höher qualifiziert als die genannten Abzeichen. Für Schwimmabzeichen besitzen sie eine Prüfberechtigung. Manche Schwimmmeister trainieren auch eine Schwimmmannschaft. Schwimmmeister sind zum Teil im Bundesverband Deutscher Schwimmmeister organisiert.

## Österreich
In Österreich heißt die Berufsbezeichnung (Fachausbildung) Bademeister/in. Zulassungsvoraussetzung für den Bademeister ist eine einschlägige Berufsausbildung (im Sanitärwesen, als Schlosser etc.), die Ausbildung erfolgt in speziellen Fortbildungskursen.

## Schweiz
Die Ausbildung wird über die Interessengemeinschaft für die Berufsausbildung für Badfachleute der Schweiz  (igba) organisiert und durchgeführt. Neben der klassischen Bergung und Rettung gibt es mit Hygiene und Badewasseraufbereitung weitere Schwerpunkte in der Ausbildung. Die oberste Stufe der Ausbildungsmatrix heißt Fachmann/Fachfrau für Badeanlagen. Sie wird mit einer eidgenössischen Berufsprüfung abgeschlossen. Erfolgreiche Absolventen erhalten den geschützten Titel «Fachmann/Fachfrau für Badeanlagen mit eidgenössischem Fachausweis» des Bundesamtes für Berufsbildung und Technologie (BBT). Die Ausbildung positioniert sich im europäischen Bildungsrahmen auf dem Niveau 4 des European Qualification Framework (EQF). Badbetreibende sind im Verband Hallen- und Freibäder Schweiz (VHF) organisiert, Mitarbeitende im Schweizerischen Badmeisterverband (SBV). Beide Verbände sind Mitglied in der igba. Die ältere Bezeichnung lautete «Badmeister mit eidg. Fachausweis».

## Europa
In allen europäischen Ländern werden Rettungsschwimmer zur  Badeaufsicht an den Becken eingesetzt. Die Übungsleiterausbildung des DOSB Bewegungsraum Wasser berechtigt zu Kursen und Übungsstunden. Zur  Reinigung genügt eine einfache Unterweisung. In Österreich werden Bädertechniker für die Technik und Badaufsichten nach ÖNORM S 1150 aus und weitergebildet; die Badeaufsichtausbildung ist der erste Schritt auf dem Weg zum Bademeister.
In Deutschland ist eine dreijährige Ausbildung für Festangestellte und das Rettungsschwimmabzeichen in Silber und eine Unterweisung für Aushilfen üblich.